# Kuřecí ulička
Kuřecí ulička (darí: کوچه مرغ Koch-e Murgha) je úzká ulice nacházející se ve čtvrti Šár-e Nau v Kábulu, východně od hory Asamaji. Je ikonickou nákupní ulicí města a je oblíbená mezi cizinci. Proslavila se koberci, řemeslnými výrobky a starožitnostmi.

## Historie

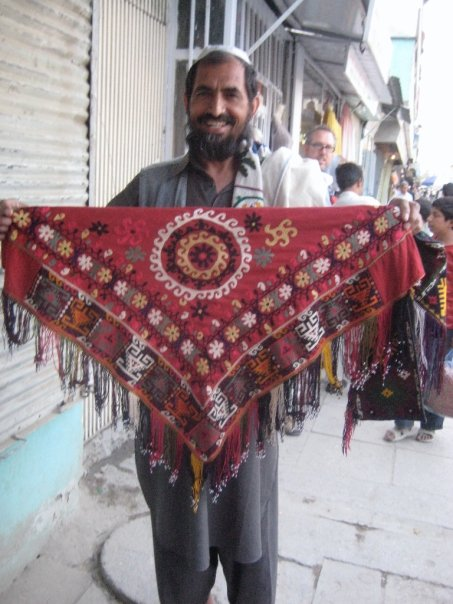
A salesman on Chicken Street

Kuřecí ulička byla hlavní atrakcí pro cizince během tzv. hippie trail od 60. do konce 70. let 20. století. Byla populární díky afghánským kabátům, náramkům a hojnosti hašiše. Hippies zde také kouřili opium. Spolu s hotely ulice nabízela cestovatelům předměty k využití na jejich cestě směrem do Káthmándú. Ulička i turistika obecně upadly s počátkem sovětsko-afghánské války.
Po invazi Spojených států do Afghánistánu a přílivu zahraničních diplomatů a dalších návštěvníků ulička opět ožila, neboť se stala populárním místem pro nákup afghánských suvenýrů. Mezi nakupujícími byly oblíbené tradiční afghánské koberce a kameny lapis lazuli. K dalším lákadlům patřily smaragdy, rubíny, exotické potraviny a umělci prodávající obrazy. Po odchodu většiny zahraničních jednotek NATO v roce 2014 však došlo k výraznému poklesu obchodu. Podnikání také komplikují bezpečnostní problémy.
Navzdory svému názvu ulička není známá pro prodej kuřat – ta se prodávají v sousední Květinové ulici.

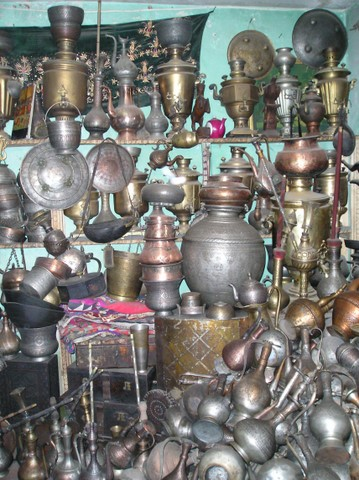
Starožitnosti v Kuřecí uličce
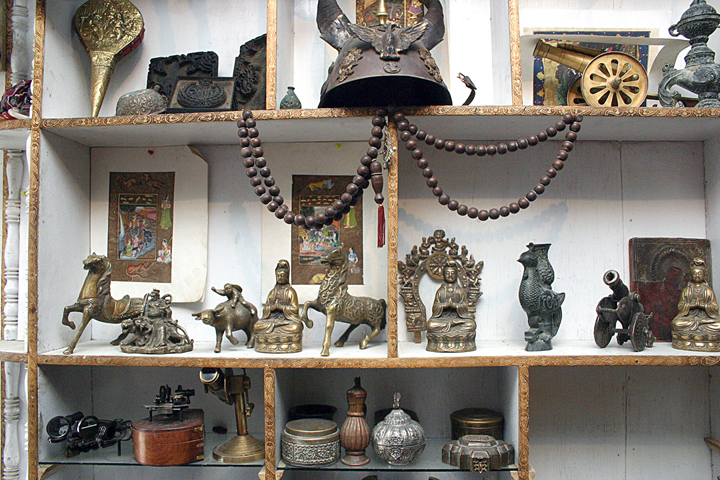
Starožitnosti v Kuřecí uličce
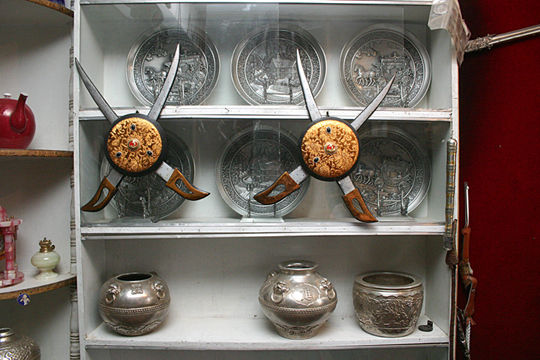
Starožitnosti v Kuřecí uličce

## V populární kultuře
Kuřecí ulička byla námětem stejnojmenného románu Amandy Sthers z roku 2005.
Ulička se objevila také v dokumentárním filmu 16 Days in Afghanistan z roku 2007.